# Aditya Srivastava
Aditya Srivastava (sinh ngày 21 tháng 7 năm 1968 tại Prayagraj, Uttar Pradesh, Ấn Độ) là một nam diễn viên và nhà sản xuất người Ấn Độ. Ông được biết đến qua vai diễn Thanh tra phó Abhijeet trong loạt phim truyền hình Đội đặc nhiệm CID. Ông cũng đã từng có nhiều vai diễn nổi bật trong các bộ phim Bollywood như Satya, Gulaal, Lakshya, Paanch, Black Friday, Kaalo, Super 30 và Dil Se Pooch Kidhar Jana Hai.

## Tiểu sử và sự nghiệp

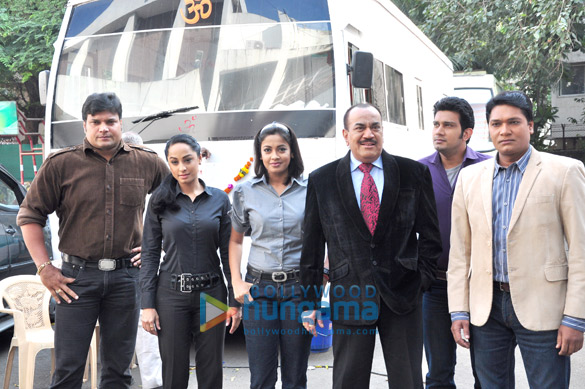
Aditya Srivastava cùng với dàn diễn viên của bộ phim Đội đặc nhiệm CID: Shivaji Satam, Dayanand Shetty, Janvi Chheda, Ansha Sayed và Vineet Kumar Chaudhary.

Aditya Srivastava sinh ngày 21 tháng 7 năm 1968 tại Prayagraj, Uttar Pradesh, Ấn Độ. Trong khi đang theo đuổi việc tốt nghiệp Đại học Allahabad, ông đã tham gia vào đoàn kịch Sangeet Samiti. Để trau dồi kỹ năng diễn xuất, vào năm 1989, ông quyết định chuyển sang Delhi sinh sống và tham gia diễn xuất tại Trung tâm biểu diễn nghệ thuật Sri Ram. Được đạo diễn Shekhar Kapoor phát hiện, ông đã tham gia bộ phim đầu tiên là Bandit Queen với vai diễn Puttilal. Sau đó, ông chuyển đến sinh sống ở Mumbai vào năm 1995. Ông từng tham gia lồng tiếng cho các bộ phim quảng cáo.
Năm 1999, ông được khán giả biết đến nhờ vai diễn Thanh tra phó Abhijeet trong Đội đặc nhiệm CID do B. P. Singh làm đạo diễn. Trước đó, ông từng thủ vai tên tội phạm Paresh trong loạt phim này. Ông, Shivaji Satam và Dayanand Shetty là bộ ba diễn viên chính của loạt phim này.
Ngoài ra, ông từng có một số vai diễn nổi bật trong các bộ phim Bollywood như: Dil Se.., Mohandas, Dansh, Satya, Matrubhoomi, Black Friday và Gulaal.
Ông cũng được ghi danh vào Sách Kỷ lục Guinness do đã tham gia một số cảnh quay mà không bị cắt một cảnh nào trong bộ phim điện ảnh The Inheritance (tạm dịch là: Quyền thừa kế) thuộc loạt phim truyền hình Đội đặc nhiệm CID.
Năm 2014, ông cùng với Shivaji Satam, Dayanand Shetty và Narendra Gupta đã từng tham gia chương trình Kaun Banega Crorepati (Ai là triệu phú phiên bản tiếng Hindi) và quyên góp tiền vào các hoạt động từ thiện.

## Đời tư
Ông từng kết hôn với Manasi Srivastava vào năm 2003. Cả hai người đã có với nhau 2 người con gái, người con gái lớn tên là Arushi Srivastava, sinh năm 2005 và người con gái út tên là  Adwika Srivastava, sinh năm 2007.

## Danh sách tác phẩm

### Phim điện ảnh
| Năm  | Tác phẩm                        | Vai diễn                              | Tham khảo |
| ---- | ------------------------------- | ------------------------------------- | --------- |
| 1994 | Bandit Queen                    | Puttilal                              |           |
| 1996 | Sanshodhan                      | Chunni Singh                          |           |
| 1998 | Hazaar Chaurasi Ki Maa          |                                       |           |
| 1998 | Satya                           | Thanh tra Khandilkar                  |           |
| 1998 | Dil Se..                        | Tên khủng bố                          |           |
| 2000 | Dil Pe Mat Le Yaar!!            | Tito                                  |           |
| 2002 | Saathiya                        | Thanh tra trưởng Aditya Singh Rathore |           |
| 2003 | Paanch                          | Murgi                                 |           |
| 2003 | Mudda - The Issue               | Harpool Singh                         |           |
| 2003 | Matrubhoomi                     | Chú của Raghu                         |           |
| 2004 | Ek Hasina Thi                   | Luật sư Kamlesh Mathur                |           |
| 2004 | Lakshya                         | Trung tá Pradeep                      |           |
| 2004 | Deewar                          | Eijaz                                 |           |
| 2004 | Black Friday                    | Badshah Khan/Nasir Khan               |           |
| 2005 | Dansh                           | Tiến sĩ John Sanga                    |           |
| 2006 | Naalai (bằng tiếng Tamil)       | Adi                                   |           |
| 2006 | Darwaaza Bandh Rakho            | Thanh tra cảnh sát                    |           |
| 2006 | Dil Se Pooch...Kidhar Jaana Hai | Avinash Srivastava                    |           |
| 2007 | Aalwar (bằng tiếng Tamil)       | Thanh tra cảnh sát                    |           |
| 2007 | Raakh                           | Yusuf                                 |           |
| 2009 | Gulaal                          | Karan Singh                           |           |
| 2009 | Mohandas                        | Luật sư Harshvardhan Soni             |           |
| 2010 | Kaalo                           | Sameer                                |           |
| 2017 | Julie 2                         | Thanh tra trưởng Devdutt              |           |
| 2018 | Karim Mohammed                  | Người dẫn chuyện                      |           |
| 2019 | Super 30                        | Lallan Singh                          | [ 8 ]     |
| 2020 | Raat Akeli Hai                  | M.L.A. Munna Raja                     | [ 9 ]     |
| 2021 | Haseen Dilruba                  | Kishore Rawat                         |           |
| 2021 | Bole Chudiyan                   |                                       |           |
| 2023 | Bheed                           | Thanh tra Singh                       |           |
| 2024 | Bhakshak                        | Brajesh Singh                         |           |

### Phim truyền hình
| Năm       | Tác phẩm                        | Vai diễn                    | Ghi chú                                                              | Tham khảo            |
| --------- | ------------------------------- | --------------------------- | -------------------------------------------------------------------- | -------------------- |
| 1992–1994 | Dera                            |                             |                                                                      |                      |
| 1993–1994 | Shesh Prashna                   |                             |                                                                      |                      |
| 1994      | Byomkesh Bakshi                 | Madhumoy Sur                | Tập phim: Kahen Kavi Kalidas                                         |                      |
| 1995–1997 | Yeh Shaadi Nahi Ho Sakti        |                             |                                                                      |                      |
| 1998      | Aahat                           | Warden Dev / Luật sư Jayant | Các tập 150–151 và 160–161 của phim                                  |                      |
| 1997–1998 | 9 Malabar Hill                  | Majid                       |                                                                      |                      |
| 1997–1998 | Mohandas B.A.L.L.B.             | Rohit Khanna                | Tập 15 của phim với tựa đề "Debate"                                  |                      |
| 1998–1999 | Rishtey                         | Rashid Gul và Vijay         | Các tập 39 và 58 của phim                                            |                      |
| 1998      | Saturday Suspense               | Madhavan và Varun           | Các tập 46 và 48 của phim                                            |                      |
| 1998      | Đội đặc nhiệm CID               | Paresh                      | Tập 39 và 49 của phim                                                | [ 10 ]               |
| 1999–2018 | Đội đặc nhiệm CID               | Thanh tra phó Abhijeet      | Vai chính                                                            | [ 10 ]               |
| 1999–2000 | Star Bestsellers                |                             |                                                                      |                      |
| 2004      | Raat Hone Ko Hai                | Pramod                      | Các tập 49–52 của phim                                               |                      |
| 2005      | CID: Special Bureau             | Thanh tra phó Abhijeet      |                                                                      |                      |
| 2007      | Jeena Isi Ka Naam Hai           | Chính mình                  | Vai diễn khách mời                                                   |                      |
| 2011      | Comedy Circus Ka Naya Daur      | Chính mình                  | Vai diễn khách mời                                                   |                      |
| 2012      | Adaalat                         | Thanh tra phó Abhijeet      |                                                                      |                      |
| 2012      | CID Viruddh Adaalat             | Thanh tra phó Abhijeet      |                                                                      |                      |
| 2014      | Taarak Mehta Ka Ooltah Chashmah | Thanh tra phó Abhijeet      |                                                                      | [ 11 ]               |
| 2014      | Ai là triệu phú (Mùa 8)         | Chính mình                  | Người chơi cùng với Shivaji Satam, Dayanand Shetty và Narendra Gupta |                      |
| 2016      | The Kapil Sharma Show           | Chính mình                  | Khách mời                                                            |                      |
| 2017      | Peshwa Bajirao                  | Người dẫn chuyện            | Tập đầu tiên của phim                                                |                      |
| 2019      | CIF                             | Thanh tra Ashfaq Ali Khan   | Vai chính                                                            | [ 12 ] [ 13 ] [ 14 ] |

## Giải thưởng và đề cử
| Năm  | Giải thưởng                                 | Hạng mục                                                        | Tác phẩm đề cử    | Kết quả | Nguồn  |
| ---- | ------------------------------------------- | --------------------------------------------------------------- | ----------------- | ------- | ------ |
| 2005 | Giải thưởng Truyền hình Ấn Độ               | Nam diễn viên phụ xuất sắc                                      | Đội đặc nhiệm CID | Đề cử   | [ 15 ] |
| 2006 | Giải thưởng Truyền hình Ấn Độ               | Nam diễn viên phụ xuất sắc                                      | Đội đặc nhiệm CID | Đề cử   | [ 16 ] |
| 2016 | Giải thưởng Ấn tượng của Trẻ em Nickedoleon | Nam diễn viên được yêu thích nhất                               | Đội đặc nhiệm CID | Đề cử   | [ 17 ] |
| 2020 | Filmfare OTT Awards                         | Nam diễn viên phụ xuất sắc                                      | Raat Akeli Hai    | Đề cử   |        |
| 2021 | Giải thưởng Kỹ thuật số IWM                 | Nam diễn viên phụ được yêu thích nhất trong bộ phim kỹ thuật số | Raat Akeli Hai    | Đề cử   |        |